# Vipio paraguayensis
Vipio paraguayensis är en stekelart som beskrevs av Szepligeti 1906. Vipio paraguayensis ingår i släktet Vipio och familjen bracksteklar. Inga underarter finns listade i Catalogue of Life.